# Premierzy Jemenu

## Republika Jemeńska (od 1990)
| Nr               | Imię i nazwisko                                        | Portret | Objął urząd          | Zdał urząd           | Partia polityczna              |
| ---------------- | ------------------------------------------------------ | ------- | -------------------- | -------------------- | ------------------------------ |
| Premierzy Jemenu |                                                        |         |                      |                      |                                |
| 1                | Hajdar Abu Bakr al-Attas (1939–)                       |         | 22 maja 1990         | 9 maja 1994          | Jemeńska Partia Socjalistyczna |
| –                | Muhammad Sa’id al-Attar pełniący obowiązki (1927–2005) |         | 9 maja 1994          | 6 października 1994  | bezpartyjny                    |
| 2                | Abd al-Aziz Abd al-Ghani (1939–2011)                   |         | 6 października 1994  | 14 maja 1997         | Generalny Kongres Ludowy       |
| 3                | Faradż Sa’id ibn Ghanim (1937–2007)                    |         | 14 maja 1997         | 29 kwietnia 1998     | bezpartyjny                    |
| 4                | Abd al-Karim al-Irjani (1934–2015)                     |         | 29 kwietnia 1998     | 31 marca 2001        | Generalny Kongres Ludowy       |
| 5                | Abd al-Kadir Badżammal (1946–2020)                     |         | 31 marca 2001        | 7 kwietnia 2007      | Generalny Kongres Ludowy       |
| 6                | Ali Muhammad Mudżawar (1953–)                          |         | 7 kwietnia 2007      | 10 grudnia 2011      | Generalny Kongres Ludowy       |
| 7                | Muhammad Basindawa (1935–)                             |         | 10 grudnia 2011      | 24 września 2014     | bezpartyjny                    |
| –                | Abd Allah Muhsin al-Akwa pełniący obowiązki (1961–)    |         | 24 września 2014     | 9 listopada 2014     | Al-Islah                       |
| 8                | Chalid Bahah (1965–)                                   |         | 9 listopada 2014     | 3 kwietnia 2016      | bezpartyjny                    |
| 9                | Ahmad Ubajd ibn Daghr (1952–)                          |         | 3 kwietnia 2016      | 15 października 2018 | Generalny Kongres Ludowy       |
| 10               | Ma’in Abd al-Malik Sa’id (1976–)                       |         | 15 października 2018 | 5 lutego 2024        | bezpartyjny                    |
| 11               | Ahmad Awad ibn Mubarak (1968–)                         |         | 5 lutego 2024        | 3 maja 2025          | bezpartyjny                    |
| 12               | Salem Saleh bin Braik (1965–)                          |         | 3 maja 2025          | nadal urzęduje       | bezpartyjny                    |

## RuchHuti(od 2016)
| Nr                         | Imię i nazwisko                | Portret | Objął urząd         | Zdał urząd          | Partia polityczna              |
| -------------------------- | ------------------------------ | ------- | ------------------- | ------------------- | ------------------------------ |
| Premierzy Rządu Ruchu Huti |                                |         |                     |                     |                                |
| 1                          | Talal Aklan (19?–)             |         | 1 marca 2016        | 4 października 2016 | Jemeńska Partia Socjalistyczna |
| 2                          | Abd al-Aziz ibn Habtur (1955–) |         | 4 października 2016 | 10 sierpnia 2024    | Generalny Kongres Ludowy       |
| 3                          | Ahmed al-Rahawi (19??–)        |         | 10 sierpnia 2024    | nadal urzęduje      | Generalny Kongres Ludowy       |